# Das Landvolk
Das Landvolk war der Titel der Zeitung der schleswig-holsteinischen Landvolkbewegung, die ab dem 11. Januar 1929 erst wöchentlich und bald täglich in Itzehoe erschien. Der Untertitel der Zeitung lautete: Lewwer duad üs Slaaw! (hochdeutsch: Lieber tot als Sklave!; eine Anspielung auf Detlev von Liliencrons Ballade Pidder Lüng). Herausgeber war der völkische Verleger Ferdinand Pramor.

## Geschichte
Hauptschriftleiter (Chefredakteur) war seit dem 1. März 1929 Bruno von Salomon. Auch sein bekannterer Bruder Ernst von Salomon schrieb, wie andere Vertreter der Konservativen Revolution, darunter Friedrich Wilhelm Heinz und Herbert Volck, für Das Landvolk. Laut Gerhard Stoltenberg gaben solche Autoren dem Blatt „einen von glühendem Haß gegen die westliche bürgerliche-liberale Staats- und Gesellschaftsordnung bestimmten aggressiven Kurs“. So sei schon in der ersten Märznummer von der „eisernen Sprache der Bajonette“ die Rede gewesen, vor der das „Friedensgewinsel der Verständigungspropheten“ und „jüdischen, rationalistischen Politiker“ verstummen müsse.

Einführung zur ersten Folge des im Landvolk abgedruckten autobiographischen Romans von Friedrich Wilhelm Heinz: Durchbruch ins Reich.

Die Zeitung erreichte eine Spitzenauflage von 12.000 und wurde im ganzen Reichsgebiet abonniert. Sie wurde mehrfach für kurze Zeit verboten, wurde doch sofort unter neuen Namen und Ausgabeorten weitergeführt. In seinem autobiografischen Roman Der Fragebogen nennt Ernst von Salomon einige der Ersatztitel: Die Westküste, Die grüne Front, Sturmglocke und, nach dem schleswig-holsteinischen Oberpräsidenten Heinrich Kürbis, der die Erscheinungsverbote ausgesprochen hatte, Der Kürbis. Friedrich Wilhelm Heinz veröffentlichte im Landvolk seinen autobiographischen Roman Durchbruch ins Reich (in Fortsetzungen) mit seinen Kriegserlebnissen, die er als 17-Jähriger an der Westfront gemacht hatte. Dabei nannte er den Protagonisten seiner Aufzeichnungen Georg Heid.
Im Herbst 1929 setzte Wilhelm Hamkens, einer der zwei Führungsfiguren der Landvolkbewegung, gegen den Willen des inhaftierten anderen Anführers der Bewegung, Claus Heim (beide waren Gesellschafter der Zeitung), den Wechsel des Redaktionsleiters durch. Bruno von Salomon, der die radikale Linie Heims im Blatt verfochten hatte, wurde kurzfristig durch den Stahlhelmer und Tannenbergbund-Mann Otto Winter ersetzt, dann ab Anfang 1930 durch Johannes Kühl aus Husum, der ebenfalls dem Stahlhelm angehörte und Mitglied der DNVP war.

### Einstellung und Nachfolger
Die Zeitung wurde im August 1931 eingestellt. Verleger Pramor gab dann in Itzehoe eine Zeitung namens Landvolkkampf heraus, Wilhelm Hamkens in Husum eine mit dem Titel Landvolk. Beide Publikationen waren, auch weil sie in Konkurrenz zueinander standen, nicht existenzfähig.